# USS Power (DD-839)
USS Power (DD-839) là một tàu khu trục lớp Gearing được Hải quân Hoa Kỳ chế tạo vào giai đoạn cuối Chiến tranh Thế giới thứ hai. Nó là chiếc tàu chiến thứ hai của Hải quân Mỹ được đặt cái tên này, nhưng là chiếc duy nhất được đặt theo tên Trung úy Thủy quân Lục chiến John V. Power (1918–1944), người đã tử trận trong trận Kwajalein và được truy tặng Huân chương Danh dự. Hoàn tất khi chiến tranh đã kết thúc, con tàu tiếp tục phục vụ trong giai đoạn Chiến tranh Lạnh và Chiến tranh Việt Nam cho đến năm 1977. Nó được chuyển cho Đài Loan và tiếp tục phục vụ cùng Hải quân Trung Hoa dân quốc như là chiếc ROCS Shen Yang (DD-23/DDG-923) cho đến năm 2005. Nó bị bán để tháo dỡ vào năm 2013.

## Thiết kế và chế tạo
Power được đặt lườn tại xưởng tàu của hãng Bath Iron Works Co. ở Bath, Maine vào ngày 26 tháng 2 năm 1945. Nó được hạ thủy vào ngày 30 tháng 6 năm 1945; được đỡ đầu bởi bà George F. Power, mẹ Trung úy Power, và nhập biên chế tại Xưởng hải quân Boston vào ngày 13 tháng 9 năm 1945 dưới quyền chỉ huy của Hạm trưởng, Trung tá Hải quân John M. Steinbeck.

## Lịch sử hoạt động

### 1945 - 1959
Sau khi hoàn tất chuyến đi chạy thử máy huấn luyện tại khu vực vịnh Guantánamo, Cuba, Power lên đường vào ngày 9 tháng 1 năm 1946 cho chuyến đầu tiên trong nhiều lượt được phái sang phục vụ tại Địa Trung Hải. Quay trở về vùng bờ Đông sáu tháng sau đó, nó tiếp tục hoạt động dọc theo bờ biển Đại Tây Dương và vùng biển Caribe cho đến cuối năm 1948, khi nó lại khởi hành đi sang vùng biển Địa Trung Hải. Con tàu đã tuần tra dọc theo bờ biển Lãnh thổ ủy trị Palestine theo chỉ thị của Ủy ban Thương thuyết Liên Hợp Quốc để dàn xếp những mâu thuẫn trong cuộc Chiến tranh Ả Rập-Israel 1948.
Vào đầu năm 1950, Power hoạt động cùng những đơn vị thuộc Hải quân Hoàng gia Anh và viếng thăm các cảng Bắc Âu, trước khi đi đến Địa Trung Hải cho một lượt phục vụ khác cùng Đệ Lục hạm đội. Sang mùa Hè năm 1952, nó thực hiện một chuyến đi đến Nam Mỹ, rồi quay trở lại vùng bờ Đông để tiếp tục hoạt động huấn luyện nhân sự hải quân dự bị cùng những chuyến đi huấn luyện cho học viên sĩ quan. Trong những năm tiếp theo, con tàu tiếp tục một nhịp điệu hoạt động tương tự. Trong chuyến đi sang Địa Trung Hải từ tháng 9 năm 1958 đến tháng 3 năm 1959, nó đã hỗ trợ cho việc đổ bộ lực lượng Thủy quân Lục chiến lên Beirut, Liban nhân vụ Khủng hoảng Liban 1958. Con tàu cũng từng tham gia hoạt động thu hồi các tàu không gian trong khuôn khổ Chương trình Mercury.

### 1960 - 1969

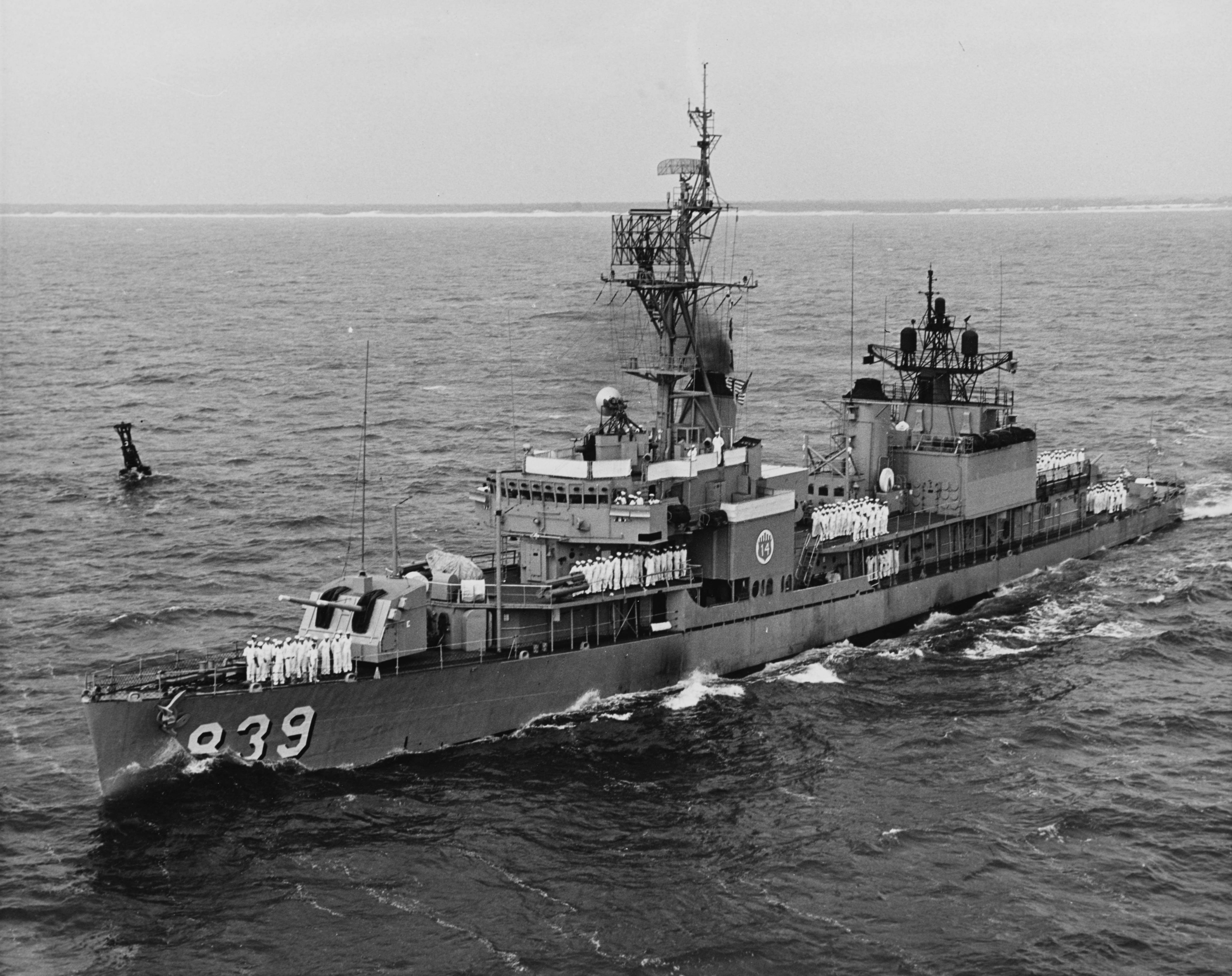
USS Power trên đường đi ngoài khơi bờ biển Florida, tháng 6 năm 1966

Từ tháng 11 năm 1960 đến tháng 1 năm 1962, Power được nâng cấp trong khuôn khổ Chương trình Hồi sinh và Hiện đại hóa Hạm đội I (FRAM: Fleet Rehabilitation and Modernization), nhằm kéo dài vòng đời hoạt động thêm 10 đến 20 năm, đồng thời nâng cao năng lực tác chiến. Nó được bổ sung thiết bị điện tử, radar và sonar hiện đại, cùng được trang bị vũ khí chống ngầm tiên tiến: tên lửa chống ngầm RUR-5 ASROC cùng hầm chứa và sàn đáp để vận hành máy bay trực thăng không người lái chống ngầm Gyrodyne QH-50 DASH.
Trong lượt hoạt động tại Địa Trung Hải từ tháng 3 đến tháng 9 năm 1963, Power được phái sang hoạt động cùng Lực lượng Trung Đông tại Ấn Độ Dương và vùng vịnh Ba Tư. Từ cuối năm 1963 đến đầu năm 1964, nó hoạt động tại vùng biển ngoài khơi Florida nhằm phục vụ cho việc phát triển tên lửa đạn đạo phóng từ tàu ngầm UGM-27 Polaris. Sau một lượt phục vụ khác tại Địa Trung Hải, từ tháng 5 đến tháng 8 năm 1965, nó được đại tu tại Xưởng hải quân Charleston, và đến tháng 12 đã hoạt động tại khu vực Trung tâm Đại Tây Dương để thu hồi các tàu không gian Gemini 6 và 7, trong khuôn khổ Chương trỉnh Gemini.
Lần lượt trong các năm 1966 và 1967, Power tiếp tục được phái sang hoạt động cùng Đệ Lục hạm đội và Lực lượng Trung Đông. Tuy nhiên vào tháng 8 năm 1968, nó băng qua kênh đào Panama cho một lượt phục vụ tại khu vực Tây Thái Bình Dương. Hoạt động cùng Đệ Thất hạm đội từ ngày 26 tháng 9, nó hộ tống bảo vệ cho các tàu sân bay hoạt động tại trạm Yankee trong vịnh Bắc Bộ, cũng như làm nhiệm vụ tìm kiếm và giải cứu và hỗ trợ hải pháo cho hoạt động tác chiến trên bộ trong khuôn khổ cuộc Chiến tranh Việt Nam. Nó quay trở về Mayport, Florida vào ngày 9 tháng 7 năm 1969.

### 1970 - 1977
Từ tháng 7 đến tháng 12, 1970, Power thực hiện chuyến viếng thăm thiện chí và biểu dương lực lượng đến các cảng Nam Mỹ, Châu Phi và Ấn Độ Dương. Từ tháng 7 đến tháng 12, 1971, một chuyến đi tương tự đã đưa nó đến Hồng Hải, vùng vịnh Ba Tư và Bahrain. Một lượt hoạt động khác tại Địa Trung Hải diễn ra từ tháng 10, 1972 đến tháng 6, 1973, nơi nó thực hành tác xạ, tập trận đổ bộ và chống tàu ngầm đồng thời viếng thăm các cảng Côte d’Azur, Pháp; Hy Lạp và Thổ Nhĩ Kỳ. Vào ngày 2 tháng 9, 1973, con tàu chuyển cảng nhà từ Mayport, Florida đến Fort Schuyler, New York, và được điều sang phục vụ cùng Hải quân Dự bị Hoa Kỳ.
Vào năm 1974, Power trải qua một đợt nâng cấp hệ thống động lực, hệ thống điện tử cũng như các tiện nghi nghỉ ngơi của thủy thủ đoàn. Hoàn tất việc nâng cấp, nó tiến hành chuyến đi huấn luyện ôn tập tại khu vực vịnh Guantánamo, Cuba và vùng biển Caribe trong tháng 3 và tháng 4, 1975. Gia nhập trở lại lực lượng dự bị và đặt căn cứ tại Fort Schuyler, nó khởi hành vào ngày 14 tháng 1, 1976 cho một chuyến đi huấn luyện dự bị, và sang tháng 4 đã tham gia cuộc Tập trận "Coputex 5". Sau khi quay trở về cảng nhà, nó lên đường đi Norfolk, Virginia để tiếp liệu đạn dược rồi đi đến New York trước khi đi đến Mayport vào vào tháng 7. Con tàu được đại tu tại Brooklyn trước khi tiếp nối vai trò huấn luyện dự bị.

### ROCSSheng Yang(DDG-923)
Power được cho xuất biên chế vào tháng 9, 1977, rồi được chuyển cho Đài Loan vào tháng 10 năm đó. Nó tiếp tục phục vụ cùng Hải quân Trung Hoa dân quốc như là chiếc ROCS Sheng Yang (DDG-923) cho đến khi ngừng hoạt động tại cảng Cơ Long vào ngày 26 tháng 11, 2005. Là chiếc tàu khu trục lớp Gearing cuối cùng của Đài Loan, đã có ý định giữ nó lại như một tàu bảo tàng, nhưng cuối cùng con tàu bị tháo dỡ vào năm 2013.